# Nesticus jonesi
Espèce
Nesticus jonesi est une espèce d'araignées aranéomorphes de la famille des Nesticidae.

## Distribution
Cette espèce est endémique d'Alabama aux États-Unis,. Elle se rencontre dans le comté de Morgan dans la grotte Cave Spring Cave.

## Description
Le mâle holotype mesure 3,40 mm et la femelle paratype 5,0 mm. Les yeux sont réduits.

## Étymologie
Cette espèce est nommée en l'honneur de Walter B. Jones.

## Publication originale
- Gertsch, 1984 : The spider family Nesticidae (Araneae) in North America, Central America, and the West Indies. Bulletin of the Texas Memorial Museum, vol. 31, p. 1-91 (texte intégral).